# John Surman
 (septembre 2008).
Si vous disposez d'ouvrages ou d'articles de référence ou si vous connaissez des sites web de qualité traitant du thème abordé ici, merci de compléter l'article en donnant les références utiles à sa vérifiabilité et en les liant à la section « Notes et références ».

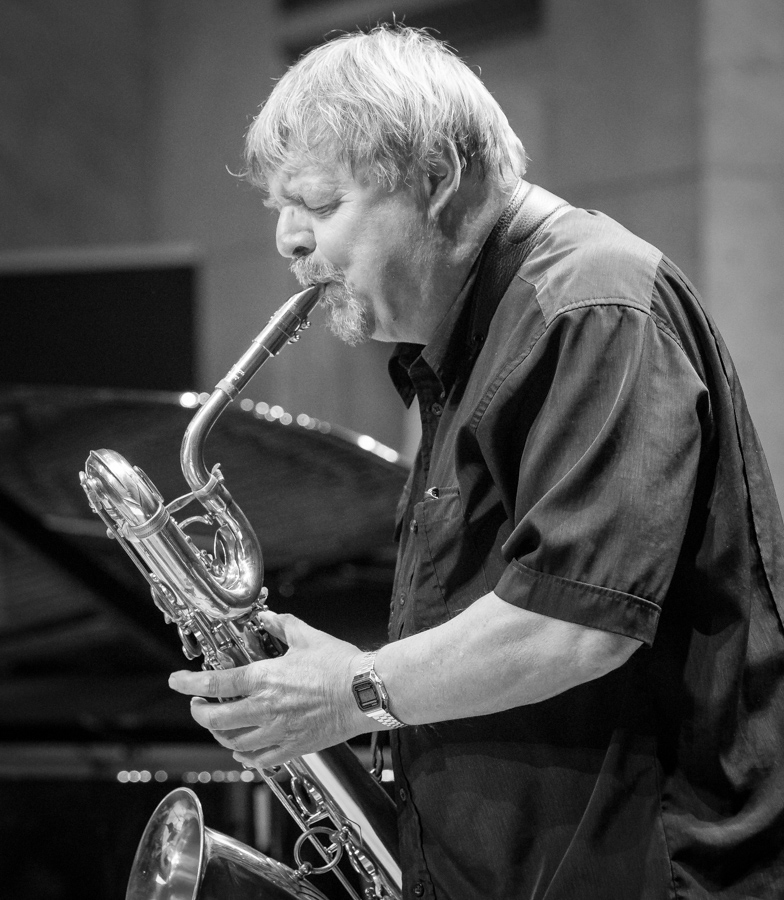
John Surman, Oslo Jazzfestival 2017

John Surman est un saxophoniste et clarinettiste de jazz britannique né le 30 août 1944 à Tavistock, dans le Devon.
Il est marié à la chanteuse norvégienne Karin Krog et vit en Norvège.

## Biographie
John Surman s'est fait connaître très jeune au pupitre de saxophone baryton dans l'orchestre de Mike Westbrook dans les années 1960. Il enchaîne ensuite diverses expériences musicales, blues, jazz-rock avec John McLaughlin et le Brotherhood of Breath du jazzman sud-africain Chris McGregor. Il rencontre pendant cette période le pianiste John Taylor et le contrebassiste Dave Holland qui deviendront par la suite des partenaires réguliers.
En 1968, John Surman crée son propre trio avec deux exilés américains : Stu Martin à la batterie et Barre Phillips à la contrebasse. Ce groupe simplement nommé The Trio devient très vite une référence, fait de nombreuses tournées en Europe, et promeut Surman au rang d'artiste d'envergure internationale.
Il commence dès 1972 à s'intéresser aux synthétiseurs et enregistre Westering Home premier album d'une longue série où Surman utilise le re-recording pour s'auto-accompagner. En 1979, il enregistre Upon Reflection pour le label munichois ECM où il définit ce style qui le caractérisera par la suite et qui inaugure une longue collaboration avec le label. Ses morceaux sont généralement construits à partir de boucles de synthétiseurs sur lequel il improvise sur ses trois instruments de prédilection : le saxophone baryton, le saxophone soprano et la clarinette basse . Il utilise aussi le re-recording et des effets d'écho et de réverbérations qui créent des atmosphères généralement envoutantes et introspectives. Dans cette même veine, les albums The Amazing Adventures of Simon Simon (en), Private City et Road to Saint Ives sont devenus des classiques[réf. nécessaire].
Parallèlement, il maintient de durables et nombreuses relations avec des musiciens importants des années 1970/80 : Paul Bley, John Taylor, John Abercrombie, Jack DeJohnette, Barre Phillips... Il a aussi beaucoup joué avec la chanteuse norvégienne Karin Krog. Plus récemment, sa collaboration avec le joueur d'oud tunisien Anouar Brahem et Dave Holland pour l'album Thimar a été qualifiée par AllMusic de « collaboration très impressionnante entre Brahem, Surman et Holland, qui fusionne superbement les traditions du jazz avec celles de la musique classique arabe (...) sans succomber aux clichés de l'un ou de l'autre ». Il entretient une relation particulière avec Jack DeJohnette, faite d'amitié et de collaborations musicales régulières.
Il participe au programme pédagogique Take Five qui lui permet de côtoyer de nombreux musiciens britanniques d'une génération plus jeune, tout en participant à la scène musicale norvégienne, où il vit.
Surman travaille aussi sur des projets extérieurs au jazz, notamment la composition de musique de films. Il a aussi longuement collaboré avec la chorégraphe et danseuse américaine Carolyn Carlson.
On retrouve également sa musique lors du défilé 2022 de Jacquemus intitulé « Le Papier ».

## Discographie partielle
- - 1968 John Surman (Deram), son premier album, jazz acoustique avec des rythmes carribéens
  - 1969 Way Back When, session free jazz  avec John Taylor au piano électrique, John Marshall à la batterie et Mike Osborne au saxophone. Ré-édité en 2005 par Cuneiform.
  - 1970 How Many Clouds Can You See? (Deram)
  - 1970 Live in Altena 
  - 1970 Room 1220 (Trio) avec Albert Mangelsdorff à Tokyo
  - 1970 The Trio (Dawn) avec Barre Phillips et Stu Martin
  - 1970 Conflagration (Dawn) avec The Trio dans une plus large formation incluant Dave Holland, Nick Evans et le trompettiste Kenny Wheeler
  - 1971 Tales of the Algonquin (Deram) avec le saxophoniste canadien John Warren et les musiciens britanniques Alan Skidmore, Wheeler et Mike Osborne.
  - 1971 By Contact (Ogun), enregistrement studio avec The Trio
  - 1972 Westering Home (Island)
  - 1973 Morning Glory (Island Records, ILPS 9237), avec Terje Rypdal
  - 1973 Bass Is (Enja)
  - 1975 Live at Moers Festival (Moers) avec Tony Levin à la batterie
  - 1976 Live at Woodstock Town Hall (Dawn), en duo avec Stu Martin
  - 1979 Upon Reflection (ECM), improvisations solo
  - 1981The Amazing Adventures of Simon Simon (ECM), duo avec Jack DeJohnette
  - 1982 Such Winters of Memory (ECM)
  - 1985 Withholding Pattern (ECM), solo
  - 1987 Private City (ECM), improvisations solo en re-recording avec saxophones, clarinette basse, claviers et synthétiseurs
  - 1990 Road to Saint Ives (ECM), solo, enregistré en re-recording avec saxophones soprano et baryton et clarinette basse
  - 1991 Adventure Playground (en) (ECM) avec Paul Bley, Gary Peacock, et Tony Oxley
  - 1992 The Brass Project (ECM) avec John Warren
  - 1994 Stranger than Fiction (ECM), John Surman Quartet avec John Taylor, Chris Laurence, et John Marshall
  - 1994 Nordic Quartet (ECM) avec Karin Krog, Terje Rypdal et Vigleik Storaas
  - 1995 A Biography of the Rev. Absalom Dawe (ECM),enregistré en re-recording avec clarinette, saxophones et claviers.
  - 1997 Proverbs and Songs (ECM)
  - 1998 Thimar avec Anouar Brahem et Dave Holland
  - 1999 Coruscating (ECM) avec  the Trans4mation String Quartet et le bassiste Chris Laurence
  - 2000 Invisible Nature (ECM)
  - 2003 Free and Equal (ECM), avec Jack DeJohnette et le London Brass.
  - 2006 The Spaces in Between , retour à la collaboration autour du jazz classique de Coruscating avec le quartet à cordes string quartet et le bassiste Chris Laurence
  - 2011The Rainbow Band Sessions (Losen), enregistrement de big band en 2006–07 au Rainbow Studio, Oslo.
  - 2008 Rain on the Window  avec le joueur d'orgue Howard Moody
  - 2009 Brewster's Rooster  avec Jack DeJohnette, John Abercrombie et Drew Gress
  - 2012 Saltash Bells (ECM),  performance solo avec saxophones soprano, ténor et baryton, clarinettes alto, basse et contrebasse, harmonica et synthétiseurs.
  - 2013 Songs About This And That (Meantime), avec. Karin Krog, Ivar Kolve, Bjørn Klakegg, Terje Gewelt & Tom Olstad
  - 2018 Invisible Threads (ECM), avec Nelson Ayres et Rob Waring